# 贝蒂·尤伯
伊莉莎白·「貝蒂」·優霸（英語：Elizabeth "Betty" Uber，1906年6月2日—1983年4月30日），本名伊莉莎白·科爾賓，小名貝蒂，婚後改姓尤伯。英國女子羽毛球與網球運動員。1925年，與另一名羽毛球選手賀伯特·優霸結婚。

## 簡歷
貝蒂·尤伯在1930年至1950年代參加英格蘭、蘇格蘭、愛爾蘭、威爾斯及南非等地的羽毛球公開賽，並且曾在全英羽毛球公開賽總共獲得13次冠軍，包含1次女子單打、4次女子雙打及8次混合雙打冠軍，在全英公開賽獲得冠軍次數排行第6。
她在1996年與另外三名英格蘭運動員杜比、喬治·艾倫·湯姆斯和赫伯特·舍勒入選世界羽毛球聯盟名人堂。

## 尤伯盃
貝蒂·尤伯受到一場1950年時在紐西蘭舉行的男子團體賽啟發，決定籌辦一項與其類似的女子團體賽，而她的姓最後則被用來命名這項世界女子團體錦標賽事，並且她曾經親自參與1957年在英國蘭開夏郡萊薩姆聖安納斯舉辦的第一屆尤伯盃賽程規劃。
優霸杯的獎盃是由當時倫敦著名的銀匠麥皮依和維伯（Mappin and Webb）鑄成。獎盃高18厘米，中部地球儀上有一羽毛球的模型，羽毛球上方一名女運動員模型呈現出揮拍擊球的姿態。獎盃底座上刻有「優霸夫人於1956年贈送國際羽毛球聯合會組織的國際女子羽毛球冠軍獎盃」字樣。

## 網球
貝蒂·尤伯除了是一位羽毛球運動員之外也是一位網球運動員，她曾經在1928年至1946年間參加溫布頓網球錦標賽的單打與雙打賽事。她的單打最佳成績是在1930年，當時她在第四輪賽事輸給第七種子Phyllis Mudford King。

## 著作
- 贝蒂·尤伯. . Read Books. 2011. ISBN 978-1447426752.
- 贝蒂·尤伯. . Read Books Ltd. 2016. ISBN 978-1447437437.